# Scaevola (plant)
Scaevola is een geslacht van bedektzadigen uit de familie Goodeniaceae. De soorten komen voor in verspreid liggende gebieden in Noord-Amerika, Zuid-Amerika, Afrika, Azië, Australië en het Pacifisch gebied.

## Soorten
- Scaevola acacioides Carolin
- Scaevola aemula R.Br.
- Scaevola albida (Sm.) Druce
- Scaevola amblyanthera F.Muell.
- Scaevola anchusifolia Benth.
- Scaevola angulata R.Br.
- Scaevola angustata Carolin
- Scaevola archeriana L.W.Sage
- Scaevola arenaria E.Pritz.
- Scaevola argentea Carolin
- Scaevola auriculata Benth.
- Scaevola balansae Guillaumin
- Scaevola ballajupensis L.W.Sage
- Scaevola barrierei A.S.Wulff & Munzinger
- Scaevola basedowii Carolin
- Scaevola beckii Zahlbr.
- Scaevola brookeana F.Muell.
- Scaevola browniana Carolin
- Scaevola bursariifolia J.M.Black
- Scaevola calendulacea (Andrews) Druce
- Scaevola calliptera Benth.
- Scaevola canescens Benth.
- Scaevola chamissoniana Gaudich.
- Scaevola chanii K.M.Wong
- Scaevola chrysopogon Carolin
- Scaevola coccinea Däniker
- Scaevola collaris F.Muell.
- Scaevola collina J.M.Black ex E.L.Robertson
- Scaevola coriacea Nutt.
- Scaevola crassifolia Labill.
- Scaevola cuneiformis Labill.
- Scaevola cunninghamii DC.
- Scaevola cylindrica Schltr. & K.Krause
- Scaevola densifolia Carolin
- Scaevola depauperata R.Br.
- Scaevola enantophylla F.Muell.
- Scaevola eneabba Carolin
- Scaevola erosa Guillaumin
- Scaevola floribunda A.Gray
- Scaevola gaudichaudiana Cham.
- Scaevola gaudichaudii Hook. & Arn.
- Scaevola glabra Hook. & Arn.
- Scaevola glabrata Carolin
- Scaevola glandulifera DC.
- Scaevola globosa (Carolin) Carolin
- Scaevola globulifera Labill.
- Scaevola glutinosa Carolin
- Scaevola gracilis Hook.f.
- Scaevola graminea Ewart & A.H.K.Petrie
- Scaevola hainanensis Hance
- Scaevola hamiltonii K.Krause
- Scaevola hobdyi W.L.Wagner
- Scaevola hookeri F.Muell. ex Hook.f.
- Scaevola humifusa de Vriese
- Scaevola humilis R.Br.
- Scaevola kallophylla G.J.Howell
- Scaevola kilaueae O.Deg.
- Scaevola laciniata F.M.Bailey
- Scaevola lanceolata Benth.
- Scaevola linearis R.Br.
- Scaevola longifolia de Vriese
- Scaevola macrophylla (de Vriese) Benth.
- Scaevola macropyrena I.H.Müll.
- Scaevola macrostachya Benth.
- Scaevola marquesensis F.Br.
- Scaevola micrantha C.Presl
- Scaevola microcarpa Cav.
- Scaevola microphylla Benth.
- Scaevola mollis Hook. & Arn.
- Scaevola montana Labill.
- Scaevola muluensis K.M.Wong
- Scaevola myrtifolia (de Vriese) K.Krause
- Scaevola neoebudica Guillaumin
- Scaevola nitida R.Br.
- Scaevola nubigena Lauterb.
- Scaevola obovata Carolin
- Scaevola oldfieldii F.Muell.
- Scaevola oppositifolia Roxb.
- Scaevola ovalifolia R.Br.
- Scaevola oxyclona F.Muell.
- Scaevola paludosa R.Br.
- Scaevola parvibarbata Carolin
- Scaevola parviflora K.Krause
- Scaevola parvifolia F.Muell. ex Benth.
- Scaevola pauciflora Leenh.
- Scaevola paulayi Fosberg
- Scaevola phlebopetala F.Muell.
- Scaevola pilosa Benth.
- Scaevola platyphylla Lindl.
- Scaevola plumieri (L.) Vahl
- Scaevola porocarya F.Muell.
- Scaevola porrecta A.C.Sm.
- Scaevola procera Hillebr.
- Scaevola pulchella Carolin
- Scaevola pulvinaris K.Krause
- Scaevola racemigera Däniker
- Scaevola ramosissima (Sm.) K.Krause
- Scaevola repens de Vriese
- Scaevola restiacea Benth.
- Scaevola revoluta R.Br.
- Scaevola sericea Vahl
- Scaevola sericophylla F.Muell. ex Benth.
- Scaevola socotraensis H.St.John
- Scaevola spicigera Carolin
- Scaevola spinescens R.Br.
- Scaevola striata R.Br.
- Scaevola subcapitata F.Br.
- Scaevola tahitensis Carlquist
- Scaevola tenuifolia Carolin
- Scaevola thesioides Benth.
- Scaevola tomentosa Gaudich.
- Scaevola tortuosa Benth.
- Scaevola verticillata Leenh.
- Scaevola virgata Carolin
- Scaevola wrightii (Griseb.) M.Gómez
- Scaevola xanthina K.A.Sheph. & Hislop

## Hybriden
- Scaevola × cerasifolia Skottsb.